# QU Андромеды
QU Андромеды (лат. QU Andromedae), HD 7205 — кратная звезда в созвездии Андромеды на расстоянии приблизительно 147 световых лет (около 44,9 парсеков) от Солнца. Видимая звёздная величина звезды — от +7,3m до +7,25m. Возраст звезды определён как около 11,2 млрд лет.

## Характеристики
Первый компонент (HD 7205Aa) — жёлтый карлик или субгигант, эруптивная переменная звезда типа RS Гончих Псов (RS) спектрального класса G5IV или G8IV-V. Масса — около 1 солнечной, радиус — около 1,7 солнечного, светимость — около 2,2 солнечных. Эффективная температура — около 5268 K.
Второй компонент (HD 7205Ab) — предположительно красный карлик спектрального класса M. Масса — не менее 0,39 солнечной. Орбитальный период — около 18,013 суток.
Третий компонент — коричневый карлик. Масса — около 12,44 юпитерианских. Удалён на 1,555 а.е..
Четвёртый компонент (HD 7205B) — оранжевый карлик спектрального класса K3V. Масса — около 0,74 солнечной. Удалён на 1,27 угловой секунды.